# ハンス・フォン・ビューロー

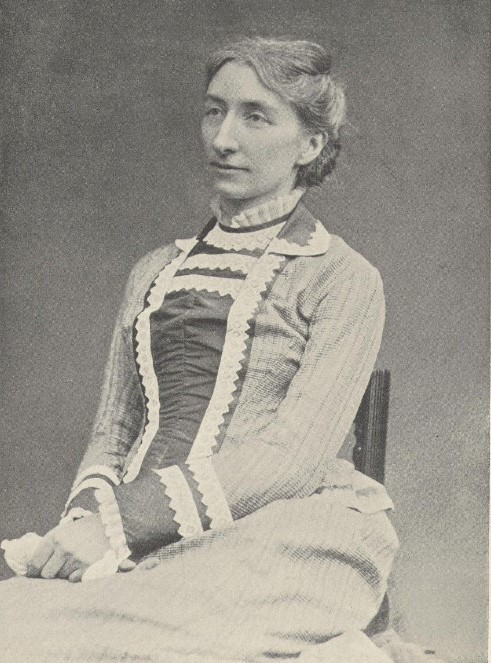
コジマ・ワーグナー(1877年）

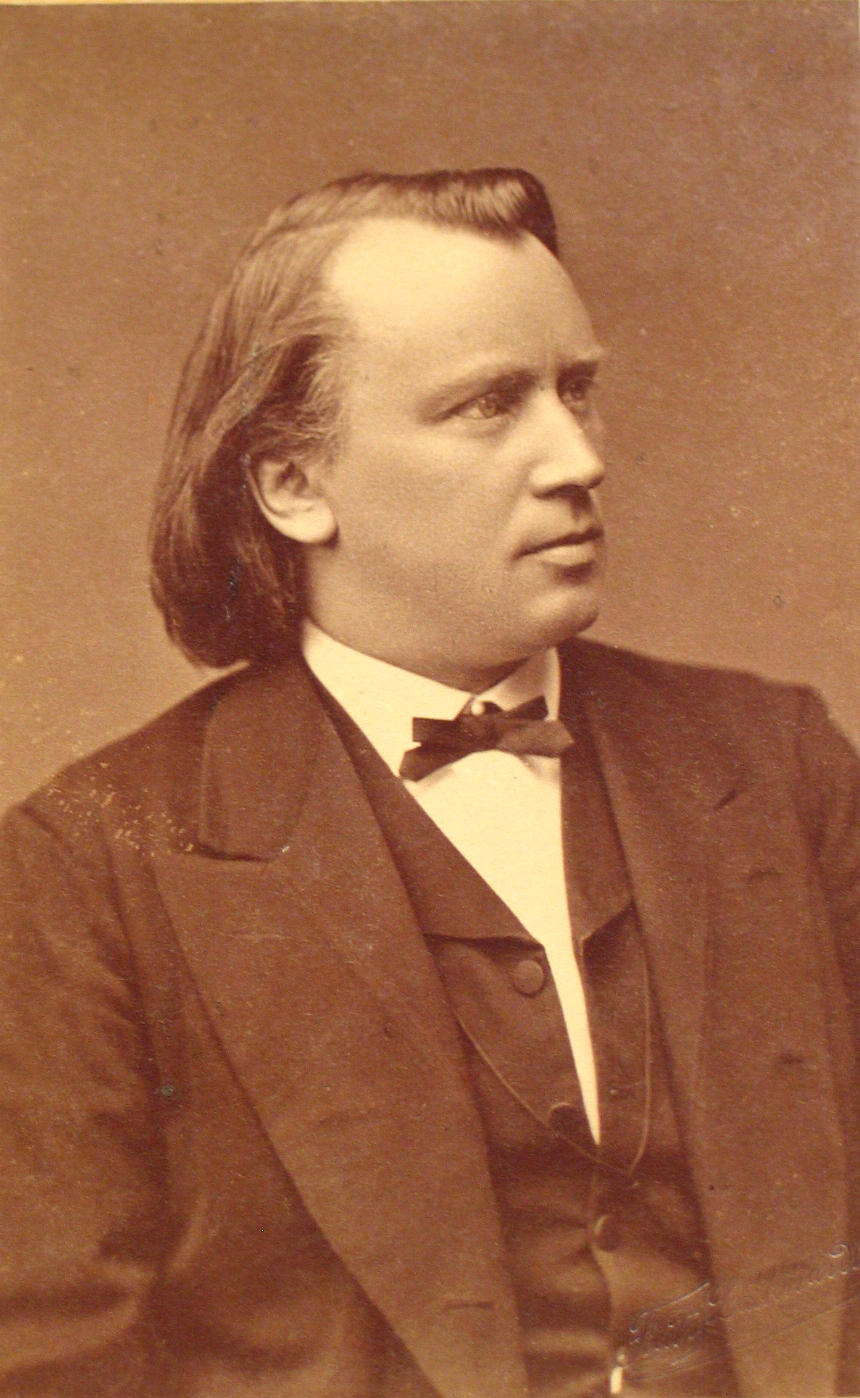
ヨハネス・ブラームス（1876年）

ハンス・ギードー・フライヘア・フォン・ビューロー（Hans Guido Freiherr von Bülow [ˈbyːloˑ], 1830年1月8日、ドレスデン - 1894年2月12日、カイロ）は、ドイツの男爵で指揮者、ピアニスト。現在の職業指揮者の先駆的存在で、ビューローが登場するまで、作曲家と演奏家の分業化は明確でなく、オーケストラの指揮は作曲家自身によることが多かった。
有名なドイツの作曲家ヨハン・ゼバスティアン・バッハ、ルートヴィヒ・ヴァン・ベートーヴェン、ヨハネス・ブラームスを総称して「ドイツ3B」と名付けたことでも知られる。

## 略歴
9歳でフリードリヒ・ヴィーク（クララ・シューマンの父）にピアノを師事。両親が法律を勉強し重要な職業を選び、音楽は趣味にとどめておくことを強く希望したためライプツィヒ大学で法律を学びながら音楽の勉強を続ける。母親であるビューロー夫人あてにリヒャルト・ワーグナーやフランツ・リストからの彼の音楽の才能についての手紙がよせられている。ピアノ演奏でリストに賞賛され、その知遇を得る。リストが庇護していたワーグナーにも心酔し、指揮を学ぶ。ワーグナーの楽劇『トリスタンとイゾルデ』や『ニュルンベルクのマイスタージンガー』を初演。当時、ドイツ・オーストリアの音楽界はワーグナー派、ブラームス派に二分され、両者の確執が激しかったが、ビューローは、当初はワーグナー派の代表的存在であった。
1857年、リストの娘であるコジマと結婚、2子を儲けるが、やがてコジマはワーグナーと恋愛関係に陥り、1866年にコジマはワーグナーと同棲に至る。1869年にビューローはコジマと離婚するが、コジマはその間にもワーグナーとの子を、1865年にイゾルデ、1867年にエーファ、1869年にジークフリートと3人生んでいる。この後、ビューローはワーグナーから離れてブラームスとの親交を深め、その作品を積極的に取り上げるようになる。ただし、ビューローはワーグナーへの信奉から、コジマの不倫を暗黙のうちに了承していたともいわれ、この間の経緯については諸説がある。
1880年、マイニンゲン宮廷楽団の指揮者。このころ、リヒャルト・シュトラウスを見出し、助手としている。シュトラウスの手紙によれば、ブラームスの交響曲第4番の初演時には、ブラームスが指揮をし、ビューローが大太鼓、シュトラウスがトライアングルを担当したという。1882年に創立されたベルリン・フィルハーモニー管弦楽団の常任指揮者に就任。現在、ベルリン・フィルハーモニー管弦楽団には、ビューローの名を冠した栄誉賞がつくられている。
ビューローは、頸部神経根の腫瘍によって引き起こされる慢性の頭痛に苦しんでいた。1890年ごろより、彼は心身ともに健康状態が悪くなり、回復のために暖かく乾燥した地方で過ごすようになった。1894年2月12日、滞在先のエジプト・カイロのホテルで64歳で亡くなった。最後の公演のわずか10か月後だった。

## 近代的指揮法の創始
ビューロー以前の指揮は、単純に拍子をとって曲を進行させるというものが一般的だった。ワーグナーは、曲を解釈し、それに基づいた表現を重視する指揮法を提唱し、ビューローが受け継いでこれを広めた。
ビューローは、並外れた記憶力を持ち、1850年にジョアッキーノ・アントニオ・ロッシーニのオペラ『セビリアの理髪師』の指揮でデビューしたときには、総譜をすべて覚えて練習に臨んだ。オーケストラの楽員にも暗譜で、しかも立ったまま演奏するように強要し、納得のいく演奏になるまでリハーサルを何度も繰り返したという。リストによると、『ファウスト交響曲』演奏の際にも総譜を完璧に暗譜しており、リハーサルの段階でも総譜を使わず、全て練習番号で正確にオーケストラへ指示を与えていたという。
ビューローの指揮は、録音が残っておらず（ボストン交響楽団を指揮してベートーヴェンの交響曲第3番「英雄」を蝋管に録音したという説もある）、どのようなものであったか確認する術はないが、テンポが自在でニュアンス豊かなものだったらしい。批評家のエドゥアルト・ハンスリックは「ビューローは、まるで手の中の小さな鈴を振るかようにオーケストラを振った。ここぞというところで、まるでピアノを弾くようにニュアンスを添えていくのがわかる」と書いている。一方、ブラームスのピアノの弟子であり友人でもあったエリーザベト・フォン・ヘルツォーゲンベルクは、1881年にブラームスに宛てた手紙に「（ビューローの指揮は）わずかな休止、新しいフレーズの前、和声が変わるところで気取る」と批判的に書いている。
また、ビューローは、聴衆を啓発しなければならないという使命感を持っており、演奏前に聴衆に向かって講義するのが常だった。ベートーヴェンの交響曲第9番を演奏した際には、全曲をもう一度繰り返し、聴衆が途中で逃げ出せないように、会場の扉に鍵を掛けさせたという。この事をブラームスは「ベートーヴェンの第18」と揶揄し、ビューローの指揮を見て指揮者になろうと決意したブルーノ・ワルターも自伝の中で「疑問に思った」と綴っている。

## ピアニストとして
ビューローはピアノの名手としても活躍し、リストのピアノソナタロ短調、ハンガリー幻想曲、ピョートル・チャイコフスキーのピアノ協奏曲第１番などを初演したほか、ブラームスのピアノ協奏曲の演奏でもソリストを務めている（指揮はブラームス本人）。リストのピアノソナタの評価をめぐっては、これを擁護する立場から、のちに同じ陣営となるハンスリックと新聞紙上で論争を繰り広げている。ビューローは多くのピアノ曲を残してもいるが、そのほとんどはリストほどの超絶技巧を用いていない。
なお、ビューローのピアノの仕上げの教育をしたのがリストであり、リストはカール・チェルニーの愛弟子で、チェルニーはベートーヴェンの直弟子であることから、ベートーヴェンの演奏法を受け継いでいると自負していたようである。

## 作曲した作品
ビューローが作曲家として認識されたことは皆無に等しいが、下記の大規模な作品を含む、いくつかの作品が残されている。
- 交響詩『ニルヴァーナ』
- チェロと管弦楽のための『うたびとの呪い』[要出典]

これらの他に、ピアノ曲が数曲ある。また、近年になって録音も発売されている。

## ビューローの逸話

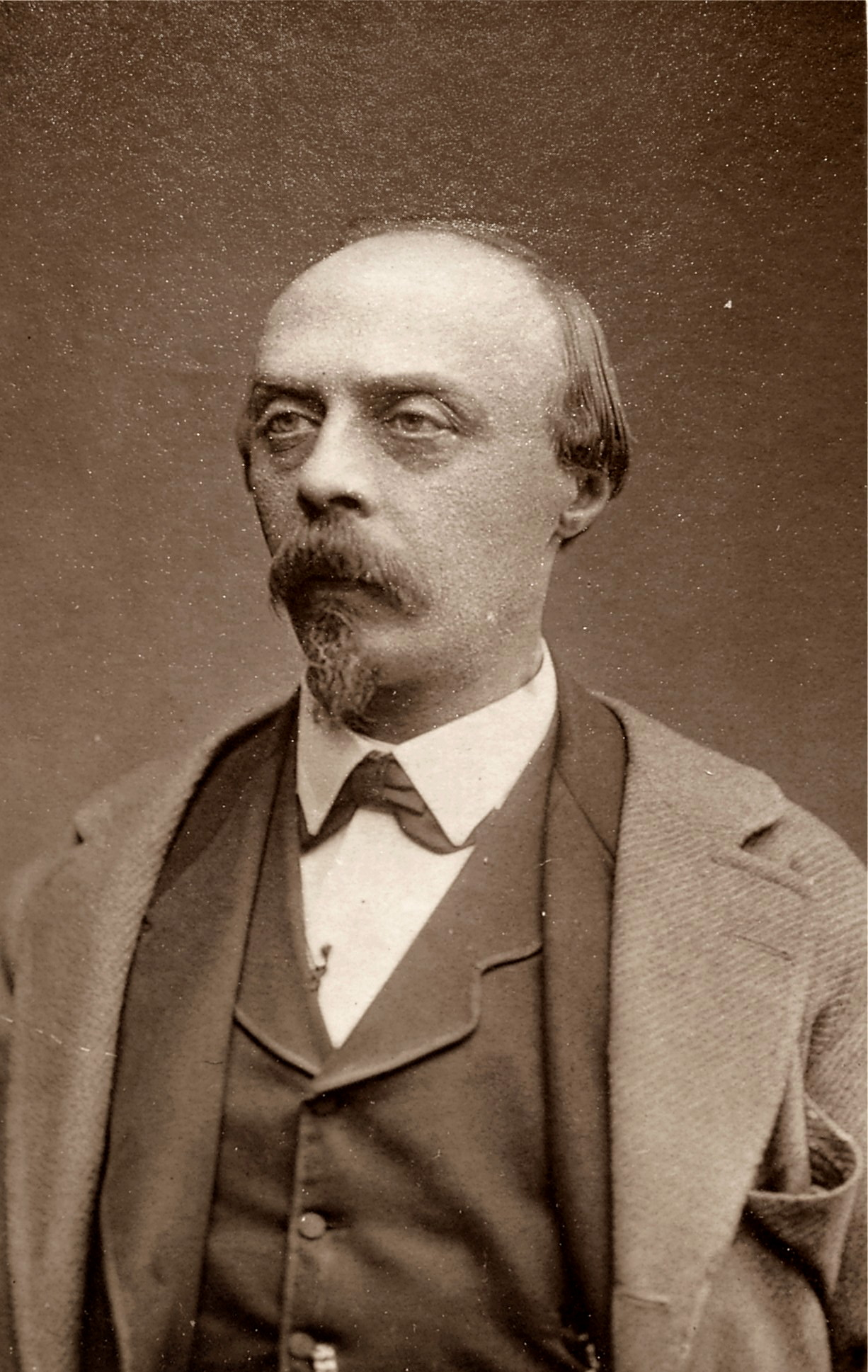
ハンス・フォン・ビューロー

ビューローは、作曲家や作品についての数々の逸話に名を残している。有名なものを以下に挙げる。
- バッハ、ベートーヴェン、ブラームスを「ドイツ三大B」と呼んだ。
- バッハの平均律クラヴィーア曲集をピアノ音楽の「旧約聖書」、ベートーヴェンの32曲のピアノソナタを「新約聖書」と呼んだ。
- ベートーヴェンの交響曲第7番を「リズムの神化」と呼んだ。
- ブラームスの交響曲第1番を「ベートーヴェンの交響曲『第10番』」、交響曲第2番を「ブラームスの『田園』」と呼んだ。
- ショパンの『24の前奏曲』の各曲に標題をつけている。同じく練習曲『木枯らし』を「完全なピアノ音楽」と絶賛した。
- チャイコフスキーはニコライ・ルビンシテインに「演奏不能」と評されたピアノ協奏曲第1番をビューローに献呈した。ビューローはボストンでこの曲を初演、評価のきっかけとした。
- ヴェルディのレクィエムを「聖職者の衣をまとったヴェルディの最も新しいオペラ」と評した。
- シュトラウスの交響詩『死と変容』を「とても意味深い曲で未消化の部分もあるが人を楽しませる曲」と好意的に述べている。
- 1891年、マーラーは交響曲第2番『復活』の作曲過程でその第1楽章をピアノでビューローに聴かせた。ビューローは「これが音楽だとしたら、私は音楽がわからないことになる」と述べた。その後、1894年にビューローの葬儀に出席したマーラーは、クロプシュトックの『復活』賛歌が歌われたことにインスピレーションを受け、最終楽章を完成させた。
- フォン・ビューロー事件のクラウス・フォン・ビューローは親類に当たる。